# Balsa muisca
La balsa muisca o balsa dorada es una pieza de orfebrería precolombina votiva elaborada por la cultura muisca en la región geográfica que actualmente corresponde al centro de Colombia. La pieza se encuentra exhibida en el Museo del Oro de Bogotá. Se estima que la figura fue elaborada entre los años 600 y 1600 d. C. por fundición a la cera perdida en oro con una pequeña cantidad de cobre.
La figura hace alusión a la ceremonia de la leyenda de El Dorado. Representa el acto de investidura de poder de los jefes muiscas que se celebraba en la laguna de Guatavita, en el cual el heredero del cacicazgo cubría su cuerpo con oro en polvo y acompañado del pueblo arrojaba oro y esmeraldas como ofrenda a los dioses. La pieza tiene una base con la forma de una embarcación de troncos con unas dimensiones de 19,5 x 10,1 cm y varias figuras sobre la balsa; la figura de mayor tamaño que se destaca en la mitad aparentemente representa al cacique, el cual está adornado con tocados, narigueras y orejeras, mide 10,2 cm de altura y está rodeado por sus soldados que portan estandartes.

## Historia
Fue hallada por campesinos a principios de 1969 en una cueva de la vereda Lázaro Fonte del municipio de Pasca (Cundinamarca) dentro de una vasija de cerámica, la cual está adornada en el exterior con una figura humana, cuyo rostro presenta dientes afilados. A su encuentro, el sacerdote del municipio Jaime Hincapié protegió la pieza de su venta o fundición hasta que esta fue adquirida por el Museo del Oro.  Desde entonces, la pieza nunca ha salido del país.
Previo al hallazgo de esta pieza existió otra figura similar que fue encontrada en 1856 en las lagunas de Siecha. Dicha balsa, que fue llamada la balsa de Siecha, fue expuesta a la luz pública por primera vez en el año de 1883, en el libro "El Dorado" de Liborio Zerda, lo cual despertó un renovado interés por la leyenda. La balsa pasó a manos del coleccionista Salomón Koppel quien la vendió al Museo Real de Berlín, dado que en aquel entonces no existía en Colombia ningún tipo de legislación que protegiera estos bienes patrimoniales. El museo logró sacarla del país de forma legal, sin embargo a su llegada al puerto alemán de Bremen, el barco donde era transportada se incendió, con lo cual la balsa de Siecha desapareció.

### Imagen en billete
Una serie de billetes de 2 pesos colombianos que emitió el Banco de la República en 1972 presentaba la imagen de la balsa muisca en el reverso y el retrato de Policarpa Salavarrieta en el anverso. Dicho billete se imprimió en seis emisiones hasta 1977.

### Imagen en estampillas
Una serie de estampillas fue emitida por Adpostal el 29 de abril de 2004 con la imagen de la balsa muisca. Las hojas filatélicas tenían un tamaño de 84 x 62 mm y estaban conformadas por dos estampillas con valores de $1.700 y $2.000. Se emitieron en total 70.000 hojas de esta serie, las cuales se pusieron a la venta el 31 de octubre de 2004.

### Imagen en escudos de municipios
Dos municipios colombianos en el departamento de Cundinamarca tienen la imagen de la balsa muisca en sus escudos. En el escudo del municipio de Sesquilé representa la relación de la cultura Muisca con la laguna de Guatavita, la cual se encuentra en su jurisdicción. En el escudo del municipio de Pasca la figura de la balsa hace referencia al lugar en donde esta fue encontrada.

Escudo de Sesquilé (Cundinamarca)
Escudo de Pasca (Cundinamarca)

## Exhibición
La balsa muisca es una de las figuras centrales exhibidas en la sala La ofrenda, ubicada en el tercer piso del Museo del Oro. En la sala se muestra la balsa muisca en la última de las seis vitrinas circulares como una figura que introduce el rito y la leyenda de El Dorado, el cual se presenta a continuación a través de un espectáculo de luz y sonido.

## Galería

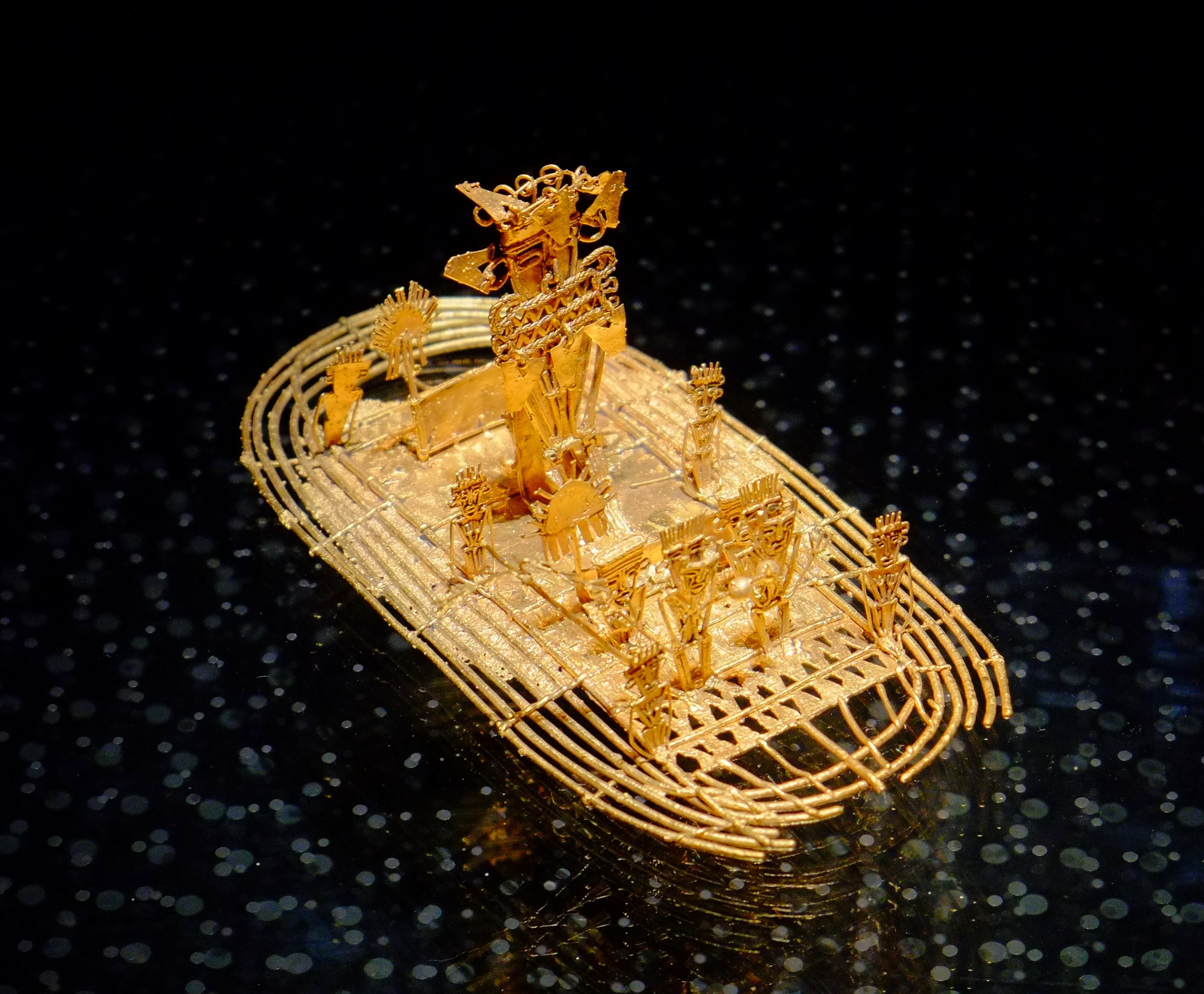
Vista frontal derecha
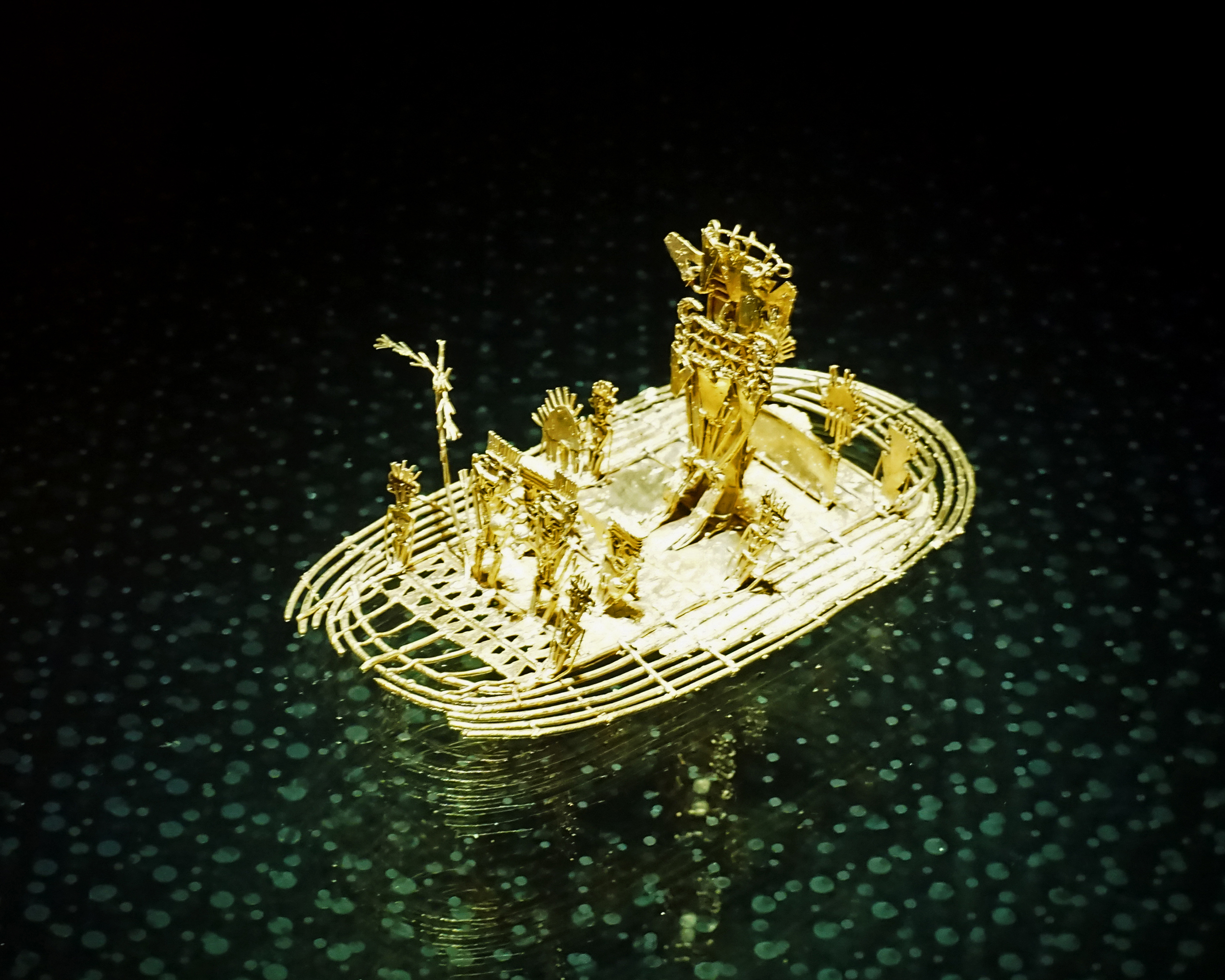
Vista frontal izquierda
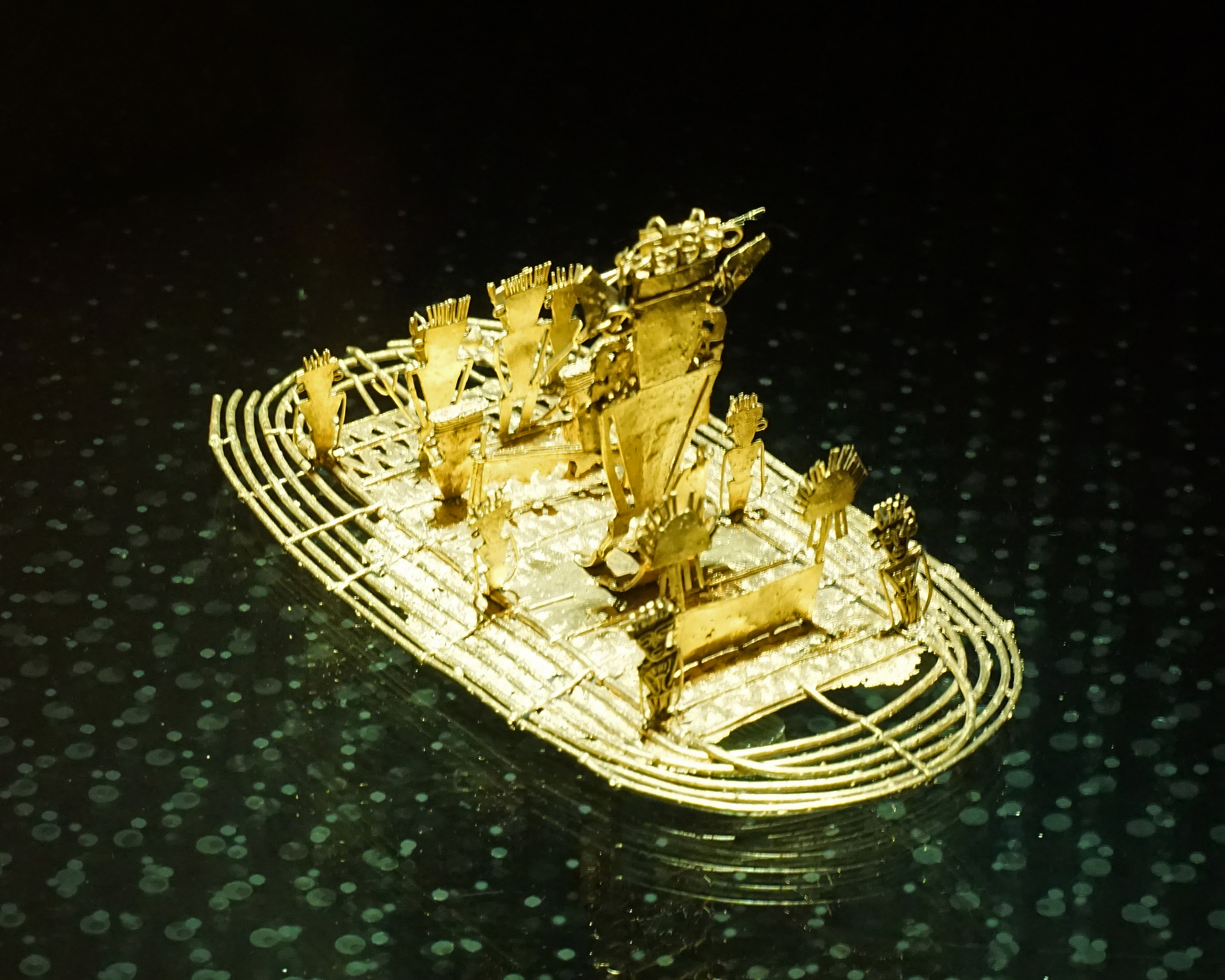
Vista posterior
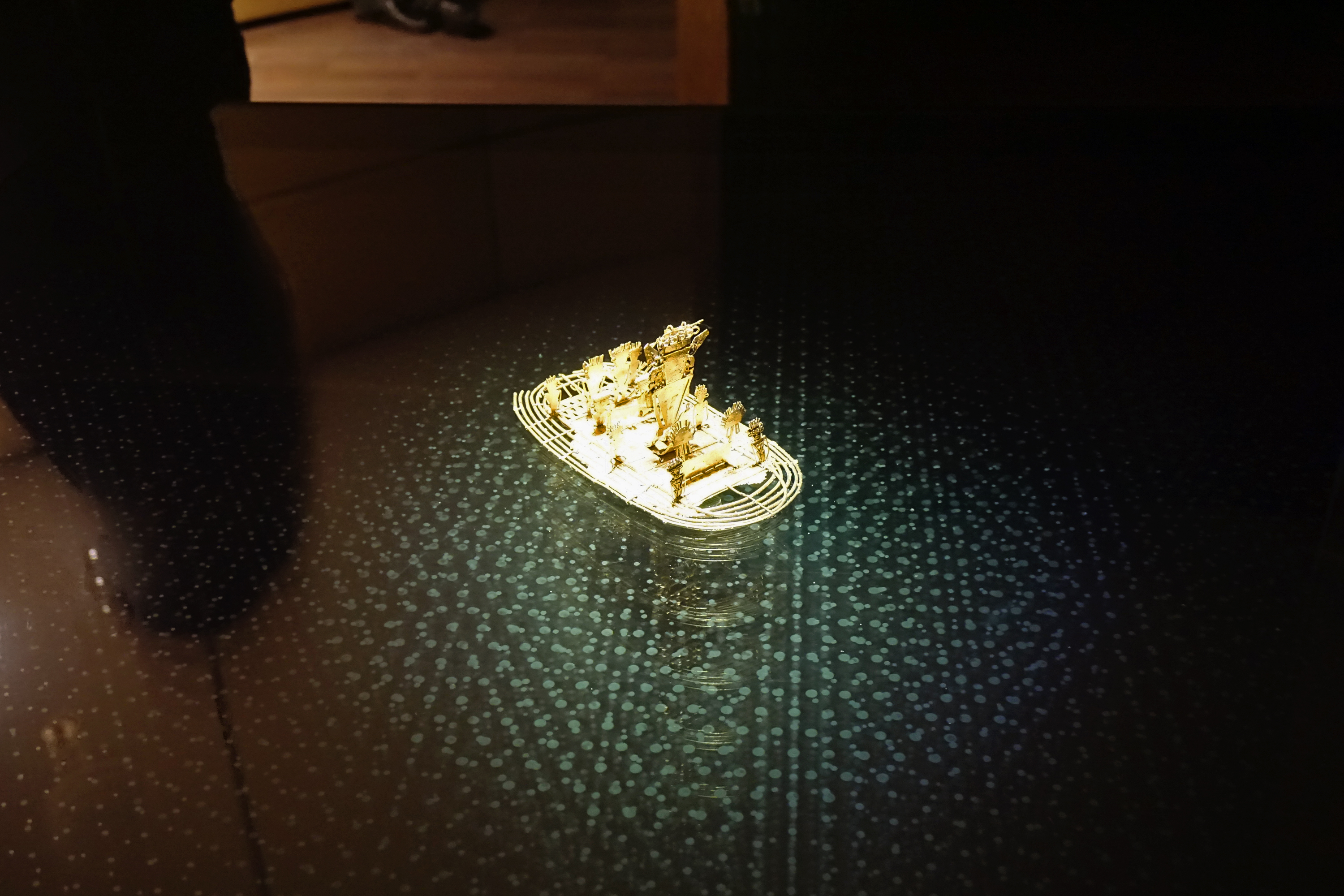
Tamaño de la pieza respecto a la vitrina de exhibición